# New Pillow Fight
New Pillow Fight ist eine US-amerikanische Kurzfilmkomödie aus dem Jahr 1897. Der Film wurde von der Filmproduktionsgesellschaft von Siegmund Lubin im Jahr 1897 veröffentlicht. Der Film gilt seit mehreren Jahren als verschollen.
Von James White mit William Heise an der Kamera stammt aus demselben Jahr der Film Pillow fight, der ebenfalls vier kleine Mädchen bei der Kissenschlacht zeigt.

## Filminhalt
Der Film zeigt, wie vier kleine Mädchen eine Kissenschlacht machen und diese immer wilder wird, bis die Federn durch die Gegend flattern.